# 塞爾維亞第納爾
塞爾維亞第納爾 （複數），是塞爾維亞的法定貨幣。一第納爾下分100帕拉 （para）。目前流通的版本首發於2003年7月2日。
原為塞爾維亞一自治省的科索沃曾採用第納爾，但於1999年、2002年先後採用德國馬克和歐元，並已於2008年2月17日宣布自塞爾維亞独立。

## 流通中的貨幣

### 硬幣

塞爾維亞現在流通的硬幣系列。

- 1 第納爾
  - 正面：塞爾維亞國徽、國家名稱
  - 背面：塞爾維亞國家銀行、面值、年份
- 2 第納爾
  - 正面：塞爾維亞國徽、國家名稱
  - 背面：東正教修道院、面值、年份
- 5 第納爾
  - 正面：塞爾維亞國徽、國家名稱
  - 背面：東正教修道院、面值、年份
- 10 第納爾
  - 正面：塞爾維亞國徽、國家名稱
  - 背面：斯圖代尼察修道院、面值、年份
- 20 第納爾
  - 正面：塞爾維亞國徽、國家名稱
  - 背面：圣萨瓦教堂、面值、年份

### 紙幣
- 10 第納爾

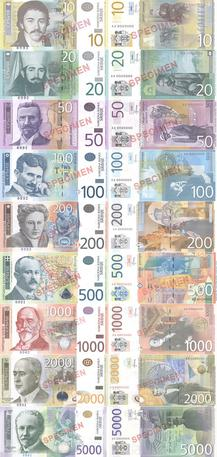
塞爾維亞現在流通的紙幣系列。

  - 正面：武克·斯特凡诺维奇·卡拉季奇，語文學家/語言學家。
  - 背面：1848年第一次布拉格斯拉夫人代表大會；卡拉季奇編製的塞爾維亞語基里爾字母。
- 20 第納爾
  - 正面：彼得二世·彼得羅維奇·尼耶戈施，詩人/采邑主教。
  - 背面：洛夫琴山。
- 50 第納爾
  - 正面：斯特凡·斯托雅諾維奇·莫克拉尼亞茨，作曲家。
  - 背面：米羅斯拉夫福音書插圖。
- 100 第納爾
  - 正面：尼古拉·特斯拉
  - 背面：電磁感應引擎的細節。
- 200 第納爾
  - 正面：娜德日達·彼得羅維奇，畫家。
  - 背面：格拉查尼察修道院。
- 500 第納爾
  - 正面：約萬·茨維伊奇，地理學家。
  - 背面：民族風格圖案。
- 1,000 第納爾
  - 正面：喬爾杰·瓦伊菲爾特。
  - 背面：瓦伊菲爾特肖像；聖喬治屠龍畫像；塞爾維亞中央銀行內部。
- 2,000 第納爾
  - 正面：米盧廷·米蘭科維奇。
  - 背面：米蘭科維奇演算得出的積雪區變遷圖；
- 5,000 第納爾
  - 正面：斯洛博丹·約萬諾維奇，歷史學家/政治人物。
  - 背面：塞爾維亞科學與藝術學院的裝飾、塞尔维亚国会。